# AJS Silver Streak-serie
De AJS Silver Streak-serie was een kleine serie sportieve motorfietsen die het Britse merk AJS alleen in 1938 produceerde.

## Voorgeschiedenis
AJS uit Wolverhampton was in 1931 opgekocht door Matchless. De productie werd onmiddellijk verplaatst naar Woolwich, waar de lichte 250- 350- en 500cc-modellen een welkome aanvulling waren op het beperkte programma van Matchless, dat feitelijk alleen succes had met de zeer zware V-twins van de Matchless Model X-serie. De eigenaren van Matchless hadden wel geprobeerd om lichtere modellen te bouwen. Allereerst was daar den Matchless Silver Arrow, een ontwerp van Charlie Collier. Het was een 400cc-V-twin uit 1930 die niet succesvol was. Daarop besloot Charlie's broer Bert de 600cc-V-4 Matchless Silver Hawk te ontwikkelen. Die kwam in 1931 al op de markt maar sloeg ook niet aan. Intussen bleef AJS zijn eigen modellen leveren: de 250cc-AJS Model 12-serie en AJS Model 22-serie, de 350cc-Model 4-serie, Model 5-serie, Model 6-serie en Model 7-serie en de 500cc-Model 8-serie, Model 9-serie en Model 10-serie.

### Luxe modellen
Zowel AJS als Matchless hadden binnen hun modellenseries ook "De Luxe"-modellen, die dan vaak waren uitgerust met accessoires waarvoor bij andere modellen moest worden bijbetaald, zoals een bagagedrager, een stuurdemper, een snelheidsmeter etc. Beide modellen hadden echter ook al geprobeerd zeer luxueuze modellen met vooral veel chroom op de markt te brengen. AJS had dat in 1931 gedaan met het Model S3 en Matchless met de genoemde modellen Silver Arrow en Silver Hawk. Dit waren steeds afwijkende modellen geweest, waarvoor speciale motoren werden ontwikkeld. Het AJS Model S3 had een langsgeplaatste 500cc-V-twin, de Silver Arrow een dwarsgeplaatste V-twin met een extreem kleine blokhoek en de Silver Hawk een dwarsgeplaatste V4 met ook een erg kleine blokhoek. 

## Silver Streak-serie
In 1938 bracht men de AJS Silver Streak-serie uit. Deze machines waren echter allemaal gebaseerd op bestaande modellen, waardoor er weinig tot geen extra ontwikkelingskosten waren. De productiekosten waren echter wel hoger omdat alle motorblokken werden getuned, de cilinderkop en de uitlaatpoort werden gepolijst en zoveel mogelijk onderdelen werden verchroomd. Dat betrof beide kettingkasten, de benzinetank, de koplamp, de links van de voorvork, de olietank, het gereedschapskastje, de velgen en de spatborden. 

### Model 38/22 Silver Streak
Het Model 38/22 Silver Streak was gebaseerd op het 250cc-Model 22. Als "Super Sport"-model had het een omhooggebogen ("swept back")-uitlaat. De motor had een "Lo-Ex" aluminium zuiger en de krukas was gelagerd met kogellagers. Het aandrijfkettinkje van de dynamo liep in een oliebad. De machine had een dry-sump-smeersysteem waarvan de olietank onder het zadel zat en de oliepomp was ingebouwd in de rechter carterhelft. De stoterstangen waren in buisjes verpakt. De brandstoftoevoer werd verzorgd door een Amal-tweetrapscarburateur met twist grip-control. Ontsteking en dynamo waren gescheiden. Vaak werd een Lucas-magdyno toegepast, magneet en dynamo samengebracht en ook samen aangedreven, maar nu zat de ontstekingsmagneet voor de cilinder en de dynamo erachter. De machine had een enkel wiegframe en een girder-type parallellogramvork met een frictie-schokdemper en een frictie-stuurdemper. Het achterframe was niet geveerd. Beide wielen hadden zwaar verchroomde velgen en trommelremmen. De machine had zowel een voor- als een achterwielstandaard. Het kastje met boordgereedschap zat aan het achterspatbord omdat de machine standaard niet met een bagagedrager werd geleverd. Wel kreeg de klant elektrische verlichting, een vetspuit en een bandenpomp. De machine had een verchroomde tank met zwarte biezen en een instrumentenpaneel dat in de bovenkant van de tank was gebouwd. Dat bevatte een ampèremeter, de lichtschakelaar, een uitneembaar inspectielampje en een eight day clock.

### Model 38/26 Silver Streak
Het Model 38/26 was vrijwel identiek aan het 38/26, maar met een big port-uitlaat. Het had een "Lo-Ex" aluminium zuiger. De boring bedroeg 69 mm, de slag 93 mm. Het was een exteem lange slag motor, mede verantwoordelijk voor de bijnaam "Plumstead Stamper". De ontsteking kwam van een magneer die voor de cilinder was gemonteerd en door een ketting werd aangedreven. De smering geschiedde met een dry-sumpsysteem waarvan het rechthoekige 1,7-liter olietankje onder het zadel zat. De vierversnellingsbak was voetgeschakeld. De primaire ketting liep in een oliebad, de secundaire ketting in een open kettingkast. Op het voorste kettingtandwiel zat een transmissiedemper. Omdat onder het carter twee beugels zaten die de framebuizen met elkaar verbonden, kon men spreken van een wiegframe. De machine had een voor- en een achterwielstandaard. De Girder-parallellogramvork was voorzien van drie frictiedempers: twee schokdempers en een stuurdemper. Het instrumentenpaneel bevatte een ampèremeter, de lichtschakelaar en was voorbereid voor de inbouw van een "eight day clock". Het was netjes verzonken ingebouwd in de bovenkant van de tank. De snelheidsmeter zat op het stuur. Beide wielen hadden een trommelrem. 

### Model 38/18 Silver Streak
Het Model 38/18 Silver Streak had de nieuwe 500cc-motor met een boring/slagverhouding van 82,5 x 93 mm. De ontstekingsmagneet zat weer voor het motorblok en de machine had een stalen gereedschapskastje in plaats van het leren tasje. Het was technisch uiteraard identiek aan het AJS Model 38/18. 

## Technische gegevens
| AJS Model              | 38/22 Silver Streak                   | 38/26 Silver Streak                   | 38/18 Silver Streak                   |
| ---------------------- | ------------------------------------- | ------------------------------------- | ------------------------------------- |
| Periode                | 1938                                  | 1938                                  | 1938                                  |
| Categorie              | Sportmotor                            | Sportmotor                            | Sportmotor                            |
| Motortype              | Stoterstangen kopklepmotor            | Stoterstangen kopklepmotor            | Stoterstangen kopklepmotor            |
| Bouwwijze              | Staande eencilinder                   | Staande eencilinder                   | Staande eencilinder                   |
| Koeling                | Lucht                                 | Lucht                                 | Lucht                                 |
| Boring                 | 62,5 mm                               | 69 mm                                 | 82,5 mm                               |
| Slag                   | 80,0 mm                               | 93 mm                                 | 93 mm                                 |
| Cilinderinhoud         | 245,4 cc                              | 347,8 cc                              | 497,1 cc                              |
| Carburateur(s)         | Amal tweetraps met twist grip-control | Amal tweetraps met twist grip-control | Amal tweetraps met twist grip-control |
| Smeersysteem           | Dry-sump                              | Dry-sump                              | Dry-sump                              |
| Max. vermogen          | 2½ pk                                 | 3½ pk                                 | 5 pk                                  |
| Primaire aandrijving   | Ketting                               | Ketting                               | Ketting                               |
| Koppeling              | Enkelvoudige droge plaat              | Enkelvoudige droge plaat              | Meervoudige droge plaat               |
| Versnellingen          | 4                                     | 4                                     | 4                                     |
| Secundaire aandrijving | Ketting                               | Ketting                               | Ketting                               |
| Rijwielgedeelte        | Wiegframe                             | Wiegframe                             | Wiegframe                             |
| Voorvork               | Parallellogramvork                    | Parallellogramvork                    | Parallellogramvork                    |
| Achtervork             | Star                                  | Star                                  | Star                                  |
| Remmen                 | Trommelremmen                         | Trommelremmen                         | Trommelremmen                         |
| Tankinhoud             | 12½ liter                             | 12½ liter                             | 13,6 liter                            |
| Voorganger             | AJS Model 37/22                       | AJS Model 37/26                       | AJS Model 37/18                       |
| Opvolger               | AJS Model 39/22                       | AJS Model 39/26                       | AJS Model 39/18                       |